# Празеодимдодекамагний
Празеодимдодекамагний — бинарное неорганическое соединение,
празеодима и магния
с формулой Mg12Pr,
кристаллы.

## Получение
- Сплавление стехиометрических количеств чистых веществ:

{\displaystyle {\mathsf {Pr+12Mg\ {\xrightarrow {585^{o}C}}\ Mg_{12}Pr}}}

## Физические свойства
Празеодимдодекамагний образует кристаллы
тетрагональной сингонии,
пространственная группа I 4/mmm,
параметры ячейки a = 1,034 нм, c = 0,598 нм, Z = 2,
структура типа торийдодекамагния Mg12Th
.
Соединение образуется по перитектической реакции при температуре 585°C.